# 奥约-德曼萨纳雷斯
奥约德曼萨纳雷斯，是西班牙马德里自治区的一个市镇。总面积45平方公里，总人口7872人（2013年），人口密度137人/平方公里。